# مينساس
مينساس (بالفرنسية: Mencas)‏ هي بلدية تقع في إقليم باد كاليه من منطقة نور با دو كاليه في شمال فرنسا. تبلغ مساحة هذه المدينة 2.02 (كم²)، وترتفع عن سطح البحر 73 م، يبلغ عدد سكانها 96 نسمة حسب إحصاء المعهد الوطني للإحصاء والدراسات الاقتصادية سنة 2009 م. وترأس Serge Dulot البلدية خلال فترة (2008-2014).